# Etiopien i olympiska sommarspelen 2008
Etiopien deltog i de olympiska sommarspelen 2008 som ägde rum i Peking i Kina och tog totalt 7 medaljer, samtliga i friidrott.

## Friidrott
- Huvudartikel: Friidrott vid olympiska sommarspelen 2008

Förkortningar
- Noteringar – Placeringarna avser endast löparens eget heat
- Q = Kvalificerad till nästa omgång
- q = Kvalificerade sig till nästa omgång som den snabbaste idrottaren eller, i fältgrenarna, via placering utan att uppnå kvalgränsen.
- NR = Nationellt rekord
- N/A = Omgången ingick inte i grenen
- Bye = Idrottaren behövde inte delta i denna omgång

Herrar
Bana och landsväg
| Idrottare          | Gren           | Heat     | Heat      | Semifinal        | Semifinal        | Final            | Final            |
| Idrottare          | Gren           | Resultat | Placering | Resultat         | Placering        | Resultat         | Placering        |
| ------------------ | -------------- | -------- | --------- | ---------------- | ---------------- | ---------------- | ---------------- |
| Gashaw Asfaw       | Maraton        | i.u.     | i.u.      | i.u.             | i.u.             | 2:10:52          | 7                |
| Kenenisa Bekele    | 5 000 m        | 13:40.13 | 3 Q       | i.u.             | i.u.             | 12:57.82 OR      | 1                |
| Kenenisa Bekele    | 10 000 m       | i.u.     | i.u.      | i.u.             | i.u.             | 27:01.17 OR      | 1                |
| Tariku Bekele      | 5 000 m        | 13:37.63 | 3 Q       | i.u.             | i.u.             | 13:19.06         | 6                |
| Abreham Cherkos    | 5 000 m        | 13:47.60 | 3 Q       | i.u.             | i.u.             | 13:16.46         | 5                |
| Demma Daba         | 1 500 m        | 3:37.78  | 8         | Gick inte vidare | Gick inte vidare | Gick inte vidare | Gick inte vidare |
| Roba Gari          | 3 000 m hinder | 8:28.27  | 8         | Gick inte vidare | Gick inte vidare | Gick inte vidare | Gick inte vidare |
| Haile Gebrselassie | 10 000 m       | i.u.     | i.u.      | i.u.             | i.u.             | 27:06.68         | 6                |
| Yacob Jarso        | 3 000 m hinder | 8:16.88  | 1 Q       | i.u.             | i.u.             | 8:13.47 NR       | 4                |
| Tsegay Kebede      | Maraton        | i.u.     | i.u.      | i.u.             | i.u.             | 2:10:00          | 3                |
| Deresse Mekonnen   | 1 500 m        | 3:36.22  | 5 Q       | 3:37.85          | 6                | Gick inte vidare | Gick inte vidare |
| Deriba Merga       | Maraton        | i.u.     | i.u.      | i.u.             | i.u.             | 2:10:21          | 4                |
| Nahom Mesfin       | 3 000 m hinder | 8:23.82  | 5         | Gick inte vidare | Gick inte vidare | Gick inte vidare | Gick inte vidare |
| Sileshi Sihine     | 10 000 m       | i.u.     | i.u.      | i.u.             | i.u.             | 27:02.77         | 2                |
| Mulugeta Wendimu   | 1 500 m        | 3:36.67  | 7 q       | 3:40.16          | 10               | Gick inte vidare | Gick inte vidare |

Damer
Bana & landsväg
| Idrottare        | Gren           | Heat     | Heat      | Final            | Final            |
| Idrottare        | Gren           | Resultat | Placering | Resultat         | Placering        |
| ---------------- | -------------- | -------- | --------- | ---------------- | ---------------- |
| Berhane Adere    | Maraton        | i.u.     | i.u.      | DNF              | DNF              |
| Zemzem Ahmed     | 3 000 m hinder | 9:25.63  | 4 Q       | 9:17.85 NR       | 7                |
| Meskerem Assefa  | 1 500 m        | 4:10.04  | 10        | Gick inte vidare | Gick inte vidare |
| Sofia Assefa     | 3 000 m hinder | 9:47.02  | 8         | Gick inte vidare | Gick inte vidare |
| Mekdes Bekele    | 3 000 m hinder | 9:41.43  | 9         | Gick inte vidare | Gick inte vidare |
| Gelete Burka     | 1 500 m        | 4:15.77  | 6         | Gick inte vidare | Gick inte vidare |
| Meseret Defar    | 5 000 m        | 14:56.32 | 1 Q       | 15:44.12         | 3                |
| Ejegayehu Dibaba | 10 000 m       | i.u.     | i.u.      | 31:22.18         | 14               |
| Tirunesh Dibaba  | 5 000 m        | 15:09.89 | 1 Q       | 15:41.40         | 1                |
| Tirunesh Dibaba  | 10 000 m       | i.u.     | i.u.      | 29.54.66 OR      | 1                |
| Meselech Melkamu | 5 000 m        | 15:11.21 | 4 Q       | 15:49.03         | 8                |
| Mestawet Tufa    | 10 000 m       | i.u.     | i.u.      | DNF              | DNF              |
| Dire Tune        | Maraton        | i.u.     | i.u.      | 2:31:16          | 15               |
| Gete Wami        | Maraton        | i.u.     | i.u.      | DNF              | DNF              |